# Boviksön
Boviksön är en bebyggelse på en halvö mellan Boviksfjärden och Kågefjärden norr om Skellefteå. Från 2015 avgränsar SCB här en småort.